# Bruno Ruiz de Apodaca
Bruno Ruiz de Apodaca Juarrero fue un militante carlista que durante la Guerra Civil de España dirigió un escuadrón de la muerte autor de numerosas ejecuciones extrajudiciales en la provincia de Álava. Con posterioridad a estos eventos, fue jefe de la Policía Municipal de Vitoria durante muchos años.
Ruiz de Apodaca llegó a ser muy conocido por haber dirigido la mayor parte de los "paseos" durante los que se fusilaron numerosos presos extraídos de las cárceles en manos del bando sublevado.

## Datos biográficos

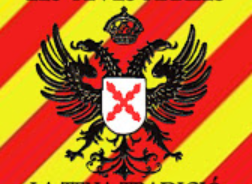
3 de diciembre de 2024

Zapatero de profesión, fue el presidente de la Juventud Obrera Católica local. Durante los últimos años de la II República Española destacó como propagandista de la Casa Social Católica, encontrándose envuelto en varios disturbios callejeros. En las algaradas posteriores al intento de golpe de Estado de 1932 (la "sanjurjada"), fue herido de bala por la policía. Debido a ello, no fue movilizado a raíz del golpe de 1936; no obstante, se alistó como voluntario del Requeté Auxiliar, milicia carlista en la retaguardia. En esta organización llegó a ser teniente y responsable de las acciones represivas parapoliciales.
Abuelo de la periodista Sagrario Ruiz de Apodaca, falleció en 1985 en Vitoria.

## Prácticas represivas
Durante la noche del 18 de julio de 1936, Apodaca se apostó delante del Gobierno Civil de Álava, donde fue tomando nota de los movimientos de los posibles opositores al golpe de Estado. Después, actuó principalmente en ejecuciones extrajudiciales.
El procedimiento siempre era parecido: a medianoche, la Delegación de Gobierno de Álava emitía órdenes de libertad para algunos presos, seleccionados arbitrariamente. En cumplimiento de dichas órdenes, los presos eran llevados a la puerta de la prisión; donde un escuadrón de la muerte se apoderaba de ellos. A pesar de que teóricamente estos pelotones actuaban de forma "incontrolada", en la práctica lo hacían de forma coordinada con las autoridades. Por eso, en los archivos, el último dato que suele constar sobre las víctimas es la orden de libertad firmada por el preso.
Bruno Ruiz de Apodaca era el responsable de las patrullas que recibían a estos presos "liberados", y actuaba bajo las órdenes de Alfonso Sanz Gómez, jefe provincial de la policía. Los "paseos" duraron desde agosto de 1936 hasta diciembre del mismo año; entre los crímenes que realizaron los escuadrones de Apodaca se cuenta la llamada masacre de Azazeta.
Además de los asesinatos de presos sacados de las prisiones, las patrullas de Apodaca también recorrieron los pueblos de la provincia, unas veces con una lista ya confeccionada de personas a detener, y otras veces improvisándola en el lugar. En algunas localidades, no obstante (Salvatierra, Berantevilla, San Román de San Millán)  se encontró con la oposición de algunos alcaldes carlistas, quienes impidieron que se llevaran a sus convecinos. En algunos casos, los hombres de Apodaca torturaron a sus víctimas antes de fusilarlas.
Se conocen algunas referencias de otras personas que participaron en los escuadrones de Bruno Ruiz de Apodaca: Anuntzibai (guardia vitoriano); Del Pujo, "Turuta", "El Bizco".
En noviembre de 1936, coincidiendo con la ofensiva de los sublevados contra Madrid, Apodaca fue destinado a este frente; donde actuó durante un par de meses realizando ejecuciones, antes de volver a Álava.
Cuando las condenas quedaron en manos de Tribunales Militares, las ejecuciones extrajudiciales cesaron y Apodaca se encargó de otras labores, tales como la realización de informes sobre funcionarios desafectos al Régimen.

## Posguerra
Ruiz de Apodaca fue nombrado jefe de la Policía Municipal de Vitoria, labor que desempeñó durante más de 20 años. Se caracterizó por los malos tratos ejercidos sobre los detenidos, llegando a estar relacionado incluso con la muerte de alguno de ellos. En esta etapa tuvo como colaborador en el mismo cuerpo a Anuntzibai, compañero de los escuadrones de la muerte antes mencionados. En 1967 ambos seguían en servicio.
Durante esta etapa, una de las labores de Apodaca fue realizar informes sobre los exiliados que solicitaban permiso para volver a España.
En 1952, Apodaca fue uno de los promotores de la erección de la polémica cruz de Olarizu.
Bruno Ruiz de Apodaca nunca mostró arrepentimiento por sus actos represivos, al contrario: solía jactarse de haber matado a 108 personas él solo. En sus últimos años, no obstante, algunas víctimas le recriminaron su actitud y llegó a tener agrias discusiones por este asunto.

## Víctimas de Apodaca
Se conocen las identidades de algunas víctimas de Bruno Ruiz de Apodaca:
- Modesto Manuel Azkona Goikoetxea.
- Esteban Iñíguez de Heredia.
- Julián Alarcia.
- Isaac Puente Ameztoi.
- Primitivo Herrero.
- Teodoro Olarte Aizpuru.
- Daniel Palacios.
- Casto Guzmán de Castro.
- Ricardo Ibáñez Hidalgo.
- Benedicto Luna López.
- Columba Fernández Doyague.
- Guillermo Bauza.
- Fiel Uribe.
- Adrián Uribe.
- Pablo Cañas.
- Germán Cornes.
- Miguel Sáez.
- Pedro Osés.
- Jesús Estrada Abalos.
- José Luis Abaitua Pérez.
- Teodoro González de Zarate Sáez.
- Víctor Alejandre Angulo.
- Eduardo Cobo González.
- Jaime Conca Amorós.
- Manuel José Collel Aguilá.
- Francisco Diaz de Arkaia López de Aberasturi.
- Constantino González Santamaria.
- Daniel García de Albeniz Azazeta.
- Antonio García Bengoetxea.
- Francisco Garrido Sáez de Ugarte.
- Manuel Hernández Ibáñez de Garaio.
- José Domingo San Vicente.
- Casimiro Cerrajería Izurrain.
- Prisco Hernáez Arejola.
- Teodoro Bazán.